# Yannick Nagel
Yannick Nagel (* 19. November 2005 in Heidelberg) ist ein deutscher Sportkletterer und Mitglied in der Sektion Mannheim des Deutschen Alpenvereins.

## Karriere
Nagel begann das Klettern mit seinen Eltern und stieg mit 10 Jahren in das Wettkampfgeschehen ein. Ein Jahr später vertrat er den DAV-Landeskader Baden-Württemberg bei seinen ersten nationalen Wettbewerben. Sein internationales Debüt bestritt er 2020 auf dem europäischen Jugendcup in Augsburg in der Disziplin Leadklettern und sicherte sich so einen Platz im Nationalteam des Deutschen Alpenvereins. Mit einem Halbfinale auf der Jugendweltmeisterschaft in Woronesch 2021 im Leadklettern krönte Nagel seine zweite internationale Saison. Nach einem 2. Platz auf dem Podium der Europäischen Jugendcup-Serie im Bouldern und einem 3. Platz auf der U18-Europameisterschaft im Leadklettern beendete er das Jahr 2022 mit einem Sieg bei der Deutschen Meisterschaft der Herren im Leadklettern. 2023 wurde er Jugendeuropameister in der U20-Kategorie im Bouldern und wurde Gesamtsieger der Europäischen Jugendcup-Serie.

## Leben
Nagel lebt in Heidelberg. Seit seinem 14. Lebensjahr ist Nagel an Diabetes Typ 1 erkrankt. Er gehört damit zu denjenigen Athleten, denen auch dank verbesserter Technologien und Medikamente eine Karriere im Leistungssport gelingt.

## Erfolge (Auswahl)
- Silber bei der Jugendweltmeisterschaft im Bouldern (2024[8])
- Gold bei der Jugendeuropameisterschaft im Lead (2023)[9]
- Silber bei der Jugendweltmeisterschaft im Bouldern (2023)
- Gold bei der Jugendeuropameisterschaft im Bouldern (2023)
- Gold bei der Europäischen Jugendcup Serie im Bouldern (2023)
- Gold bei der deutschen Meisterschaft der Herren im Lead (2022)
- Bronze bei der Jugendeuropameisterschaft im Lead (2022)
- Silber bei der Europäischen Jugendcup Serie im Bouldern (2022)